# Tokyo String Quartet
Le Tokyo String Quartet (東京クヮルテット) est un quatuor à cordes japonais, le premier à acquérir une reconnaissance internationale, fondé en 1969 par des anciens étudiants de l'école de musique Tōhō Gakuen de Tokyo qui se sont retrouvés à la Juilliard School de musique à New York et resteront vivre aux États-Unis. L'ensemble est dissous depuis 2013.

## Historique
De 1995 à 2013 l'ensemble a joué sur le Quatuor Paganini, un ensemble d'instruments de Stradivarius ayant appartenu à Paganini : le Comte Cozio di Salabue de 1727 ; le Desaint, de 1680 ; l'alto est le Mendelssohn, de 1731 ; le violoncelle est le Ladenburg de 1736.
Ils gravent leurs premiers disques en 1971 chez Deutsche Grammophon (Brahms, Haydn, Mozart) et vont donner jusqu'à 120 concerts par an. À la fin de la saison 2012-2013, le quatuor s'est dissous à la suite du départ à la retraite du second violon et de l'altiste, seuls membres fondateurs encore présents au sein de l'ensemble.

## Membres
- Premier violon : Koichiro Harada (1969-81, membre fondateur), Peter Oundjian (1981-1995), Andrew Dawes (1995-1996), Mikhail Kopelman (1996-2002), Martin Beaver (2002-2013)
- Second violon : Yoshiko Nakura, (1969-1974, membre fondateur), Kikuei Ikeda (1974-2013)
- Alto : Kazuhide Isomura (1969-2013, membre fondateur)
- Violoncelle : Sadao Harada (1969-2000, membre fondateur), Clive Greensmith (2000-2013)

## Discographie sélective
- Bartók, Quatuors à cordes (1980, 3CD DG 445 241-2) (OCLC 874620408 et 936991806)
- Bartók, Quatuors à cordes (mai 1993-mai 1995, 2CD RCA) (OCLC 35053963)
- Beethoven, Quatuors à cordes (1993, RCA)
- Beethoven, Quatuors à cordes (2005-2010, Harmonia Mundi)
- Debussy et Ravel, Quatuors à cordes (2-4 août 1977, Sony) (OCLC 36002585)
- Haydn, Quatuors opus 76 (juin 1978/juin 1979, 2CD Sony Records SB2K 53522) (OCLC 32574377)
- Mozart, Quintettes à cordes K.515 et K.516 - Pinchas Zukerman, alto (17-18 juin 1991, RCA) (OCLC 27347237)
- Schubert, Quatuors à cordes nos 9 et 13 (juin/juillet 1987, RCA) (OCLC 19985514)
- Schubert, Quatuors à cordes nos 4 et 14 (1990, RCA)
- Schubert, Quatuor à cordes no 15 (22-23/26 mai 1989, RCA) (OCLC 32930040)